# 昆尼皮亞克大學
昆尼皮亞克大學（Quinnipiac University /ˈkwɪnəpiˌæk/）是一所位於美國康涅狄格州哈姆登的私立大學，處於睡巨人山山腳。它本是一所初级学院，2000年升格为大学。2019年在《美國新聞與世界報道》 “北部地區大學排名”中列在第13位。 昆尼皮亞克大學民調研究所是該大學的分支機構。

## 外部連結
- Official website （页面存档备份，存于）
- Official Athletics website （页面存档备份，存于）

41°25′13″N 72°53′40″W / 41.42014°N 72.89454°W